# Trận Tương Dương – Phàn Thành
Trận Tương Dương – Phàn Thành là trận chiến thời Tam Quốc trong lịch sử Trung Quốc giữa phe Lưu Bị (người sáng lập nước Thục Hán) và Tào Tháo (người sáng lập nước Tào Ngụy) diễn ra năm 219 tại địa phận nay thuộc tỉnh Hồ Bắc, Trung Quốc.
Trên danh nghĩa, mặt trận Tương Dương – Phàn Thành chỉ có sự tham chiến của hai phe Ngụy - Thục nhưng có tác động gián tiếp không nhỏ của phe Ngô trong việc chi phối kết quả trận đánh.
Kết quả của trận chiến là việc bắc tiến đánh Ngụy của phe Thục thất bại nặng nề. Chủ tướng cầm đầu chiến dịch, đồng thời là một trong những nhân vật quan trọng nhất trong lịch sử thời Tam Quốc là Quan Vũ sau thất bại tại trận này tiếp tục bị đòn đánh tập hậu của quân Ngô tại căn cứ và cuối cùng bị tiêu diệt.

## Hoàn cảnh
Kinh châu thời Lưu Biểu trấn giữ nguyên có 7 quận: Nam Dương, Nam Quận, Giang Hạ, Linh Lăng, Quế Dương, Trường Sa, Vũ Lăng. Qua cuộc chiến giành giật qua lại giữa 3 phe Tào - Tôn - Lưu sau trận Xích Bích, mỗi bên còn giữ một phần:
- Lưu Bị có 4 quận Linh Lăng, Quế Dương, Trường Sa, Vũ Lăng và một nửa quận Giang Hạ của Lưu Kỳ (con cả Lưu Biểu). Lưu Bị được Tôn Quyền cho mượn huyện trọng điểm Giang Lăng thuộc Nam quận, đổi lại giao phần còn lại của Giang Hạ cho Tôn Quyền. Sau đó Lưu Bị cắt mấy huyện từ các vùng đất chiếm được lập ra các quận Nghi Đô, Phòng Lăng và Công An.
- Tôn Quyền chiếm được Giang Lăng, nửa quận Giang Hạ và nửa Nam quận; sau đó cho Lưu Bị mượn phần Nam quận gồm cả Giang Lăng, thu lại Giang Hạ.
- Tào Tháo còn giữ lại quận Nam Dương và nửa Nam quận là huyện Tương Dương[1]. Vì huyện Tương Dương đơn lẻ nên Tào Tháo nâng Tương Dương lên thành quận. Tào Tháo cũng tách ra mấy huyện lập thêm quận Nam Hương.

Sau khi Lưu Kỳ chết, Lưu Bị tiếp quản phần nửa quận Giang Hạ. Khi Lưu Bị mang quân vào đánh Tây Xuyên (212) giao 4 quận Kinh châu cho Quan Vũ trấn thủ.
Năm 214, nhân lúc Lưu Bị đã vào Tây Xuyên và điều động thêm nhiều quân cùng các tướng giỏi như Triệu Vân và Trương Phi, Tôn Quyền bèn sai Lỗ Túc và Lã Mông đánh mấy quận Kinh châu trong tay Quan Vũ và chiếm 3 quận Linh Lăng, Quế Dương, Trường Sa. Quan Vũ chỉ còn giữ được nửa quận Giang Hạ và quận Vũ Lăng. Lưu Bị ở Ích châu được tin, vội mang quân ra thành Công An thuộc quận Vũ Lăng, chuẩn bị giao chiến.
Nhưng lúc đó Tào Tháo đang chuẩn bị đánh chiếm Đông Xuyên của Trương Lỗ. Tây Xuyên bị uy hiếp. Lưu Bị không thể ở lại lâu theo đuổi cuộc chiến với Tôn Quyền, đành phải nhượng bộ Tôn Quyền, đề nghị chính thức công nhận chủ quyền 3 quận Linh Lăng, Quế Dương, Trường Sa cho Đông Ngô, xin đổi lấy Nam quận. Tôn Quyền chấp thuận giảng hòa, phân chia lại Kinh châu, lấy sông Tương Thủy làm ranh giới. Quan Vũ tiếp nhận huyện Giang Lăng thuộc Nam Quận, tướng của Tôn Quyền là Trình Phổ giao lại Giang Lăng, về giữ chức thái thú Giang Hạ. Tôn Quyền giao thêm phần nửa Nam quận cho Quan Vũ; đổi lại Quan Vũ chính thức giao lại quận Trường Sa và Quế Dương cho Tôn Quyền.
Tôn, Lưu giảng hòa và cùng quay sang tấn công lên phía bắc. Năm 219, Lưu Bị đánh chiếm Đông Xuyên (đất cũ của Trương Lỗ) từ tay Tào Tháo, còn Tôn Quyền cũng vừa tấn công Hợp Phì ở phía đông. Nhiều điều kiện thuận lợi khiến Quan Vũ mở một mặt trận bắc tiến từ Kinh châu, dù ngay trước đó quan hệ Tôn - Lưu đã bị rạn nứt nặng nề khi Quan Vũ không những từ chối lời kết thông gia của Tôn Quyền mà còn sỉ nhục họ Tôn.

## Diễn biến

### Quan Vũ công phá Tương-Phàn
Dù tập trung vào chiến trường Phàn Thành, Quan Vũ vẫn không quên việc phòng thủ. Ông giao lại không ít quân cho My Phương để giữ Giang Lăng và cho Phó Sĩ Nhân để giữ Công An.
Dự định của Quan Vũ là trước tiên hạ Tương Dương và Phàn Thành, sau đó sẽ ruổi dài theo quân Tào chiếm Nam Dương, tấn công vào Hứa Xương và Lạc Dương, đuổi quân Tào chạy lên phía bắc Tế Thủy. Vì vậy để có đủ binh lực bắc tiến, Quan Vũ đề nghị Thái thú 2 quận thuộc Ích châu giáp Kinh châu là Mạnh Đạt ở quận Thượng Dung và thái thú quận Phòng Lăng là Lưu Phong (con nuôi Lưu Bị) cùng ra quân đánh Ngụy. Nhưng Mạnh Đạt và Lưu Phong lấy lý do "quận trong vùng núi, có người còn chưa phục" nên từ chối ra quân phối hợp.
Lúc đó Phàn Thành do Tào Nhân trấn giữ, Tương Dương do Lã Thường đóng quân. Quan Vũ mang quân tới tấn công Phàn Thành và Tương Dương rất mạnh mẽ. Tào Nhân không mang quân ra ngoài đối địch, chỉ cố thủ trong thành. Tào Tháo lúc đó vừa thất bại ở Hán Trung rút đại quân về tới Trường An, nghe tin Phàn Thành bị uy hiếp nặng nề, vội sai Tả tướng quân Vu Cấm vốn là người được tin tưởng cùng Lập nghĩa tướng quân Bàng Đức mang 7 đạo quân đi cứu viện.
Tam Quốc diễn nghĩa kể rằng việc điều binh của Tào Tháo diễn ra khi quân Tào đã trở về tới Hứa Xương, và Quan Vũ đã đánh chiếm được quận Tương Dương.

### Viện binh Ngụy bị đánh bại
Vu Cấm và Bàng Đức kéo tới Phàn Thành. Các tướng Phàn Thành nghi ngờ Bàng Đức có chủ cũ là Mã Siêu và anh họ là Bàng Nhu đang làm tướng cho Lưu Bị ở Ích châu nên sẽ không hết lòng. Nhưng Bàng Đức khẳng khái bày tỏ lòng trung thành với Tào Tháo. Tào Nhân sai Vu Cấm ra đóng ở phía bắc Phàn Thành làm thế ỷ dốc.
Quan Vũ mang quân tới đánh viện binh Vu Cấm. Bàng Đức ra trận đối địch, bắn một mũi tên trúng vào trán Quan Vũ, khiến quân sĩ dưới quyền Quan Vũ gọi Bàng Đức là Bạch mã tướng quân. Tào Nhân tạm thời yên tâm có Vu Cấm và Bàng Đức che đỡ bên ngoài. Vu Cấm không xem xét kỹ địa thế, mang quân đến chỗ trũng lập trại.
Nhưng đến tháng 8 năm đó, trời mưa đổ mưa lớn nhiều ngày. Nước sông Hán Thủy dâng cao, tràn ra ngoài đê, khiến Phàn Thành bị nước lũ vây kín. Ngoài thành, 7 đạo quân của Vu Cấm người bị chết đuối, người bỏ chạy. Vu Cấm dẫn các tướng chạy lên nơi cao quan sát thế nước nhưng không có cách nào thoát ra được. Quan Vũ dẫn quân cưỡi thuyền tới vây đánh. Vu Cấm và các tướng sĩ không thể chống cự được nên đều bị bắt.
Riêng Bàng Đức và 2 thuộc hạ thân tín vẫn ngoan cường chiến đấu từ sáng tới xế chiều, bắn hết tên lại dùng dao ác chiến với quân Quan Vũ. Không chống nổi, ba người chạy lên một chiếc thuyền nhỏ chèo về phía Phàn Thành với Tào Nhân, nhưng đi giữa dòng thì thuyền bị lật. Bàng Đức núp dưới nước một lúc thì bị quân Quan Vũ bắt sống.
Trong khi Vu Cấm sợ hãi xin quy hàng thì Bàng Đức hiên ngang không chịu quỳ. Quan Vũ dùng lời lẽ thuyết phục nhưng Bàng Đức nhất định không chịu hàng. Quan Vũ bèn sai mang Bàng Đức ra chém, còn Vu Cấm thì giải về giam ở hậu phương Giang Lăng.

### Tào Nhân cầm cự
Phàn Thành và Tương Dương vô cùng nguy cấp, nhiều chỗ trong thành bị nước sông làm sói lở. Có người khuyên Tào Nhân nên lấy thuyền chạy trốn. Trong lúc Tào Nhân do dự thì Thái thú Nhữ Nam là Mãn Sủng động viên Tào Nhân rằng nước lên nhanh sẽ rút nhanh và nếu bỏ Phàn Thành thì bờ nam Hoàng Hà sẽ mất theo.
Vì vậy Tào Nhân cùng các tướng cùng ăn thề, cố sức liều chết chống trả. Tại thành Tương Dương, Lã Thường cũng cố sức cầm cự trước sức tấn công của Quan Vũ. Hai thành bị vây ngặt, hoàn toàn không liên lạc được với nhau. Trước tình thế đó, các tướng Tào khác gồm thứ sử Kinh châu là Hồ Tu, thái thú Nam Hương là Trù Phương đều đầu hàng Quan Vũ.
Tào Tháo trở về Nghiệp Thành (Ký châu), nghe tin 7 đạo quân của Vu Cấm bị tiêu diệt, hai thành bị cô lập và uy hiếp dữ dội, vô cùng hoảng sợ, bèn bàn việc thiên đô dời Hán Hiến Đế khỏi Hứa Xương. Tuy nhiên Tư Mã Ý và Tưởng Tế can ngăn, cho rằng: Tôn Quyền và Lưu Bị ngoài mặt là thân nhau (anh vợ và em rể), nhưng bên trong không hòa thuận muốn thôn tính nhau và Tôn Quyền sẽ trở mặt đánh Quan Vũ; nếu dời đô sẽ làm lòng người dao động nên nhất định không nên làm.
Tào Tháo nghe theo, mới quyết định không thiên đô, sai Từ Hoảng mang quân đi cứu Phàn Thành.

### Ngô - Ngụy liên minh
Đúng lúc đó thì Tôn Quyền bị Quan Vũ cự tuyệt việc thông gia, bèn nhân cơ hội Quan Vũ rời Kinh châu để lấy mấy quận Kinh châu từ phe Thục đã sai người dâng thư đến xin quy phục Tào Tháo, giúp họ Tào giáp công đánh Quan Vũ ở mặt đông.
Nhưng Tôn Quyền đề nghị Tào Tháo giữ kín ý định đánh úp Kinh châu (căn cứ của Quan Vũ) của Đông Ngô. Tào Tháo mang việc ra bàn bạc, nhiều người cho rằng nên giữ kín giúp Tôn Quyền. Riêng Đổng Chiêu không đồng tình. Ông cho rằng ngoài mặt nên hứa với Tôn Quyền giữ kín nhưng nên ngầm làm lộ thông tin, vì khi biết Tôn Quyền đánh lén, theo lẽ thường thì Quan Vũ sẽ mang quân về ngay, như vậy Phàn Thành được giải vây và Tào Ngụy được lợi ngồi nhìn Tôn Quyền và Quan Vũ giao tranh; nhưng Quan Vũ là người kiêu căng, sẽ không chịu rút ngay khỏi Phàn Thành đang bị ngập nước. Nếu trong thành không biết tin bên ngoài thì có thể thành sẽ vỡ về tay Quan Vũ. Vì vậy, Đổng Chiêu chủ trương làm lộ thông tin, báo cho Quan Vũ biết để Quan Vũ bị phân tán, mặt khác báo cho tướng sĩ trong Phàn Thành và Tương Dương biết để cố giữ thành vì Quan Vũ trước sau cũng phải về cứu hậu phương.
Tào Tháo tán đồng phân tích của Đổng Chiêu, bèn lệnh cho Từ Hoảng (tướng được cử đi cứu viện Phàn Thành) sao chép thư của Tôn Quyền ra nhiều bản, không chỉ bắn sang trại Quan Vũ mà bắn cả vào trong Phàn Thành cho quân Tào biết. Quả nhiên Quan Vũ không tin vào thư đó, cho rằng Tào Tháo lắm mưu mô, phao tin sai để lung lạc mình, nên tiếp tục công hãm thành.
Trong khi đó, quân của Tào Nhân trong thành được tin Quan Vũ sẽ bị đánh tập hậu, bỗng nhuệ khí tăng lên gấp bội, liều chết phòng thủ.

### TừCông Minhgiải vây Phàn Thành
Tướng Ngô là Lã Mông dùng kế giả ốm, Tôn Quyền sai người ít tên tuổi là Lục Tốn ra thay chức, điều đó càng khiến Quan Vũ chủ quan coi thường nguy cơ từ hậu phương và điều thêm quân từ Công An và Giang Lăng lên phía bắc. Quan Vũ vốn hay yêu quý sĩ tốt nhưng lại coi thường các sĩ phu. Vì vậy hai tướng My Phương và Phó Sĩ Nhân vẫn bất mãn với ông.
Hai tướng Ngô là Lã Mông và Lục Tốn bất thần mang quân tập kích, My Phương và Phó Sĩ Nhân theo lời thư dụ của Lã Mông, không giao chiến đã đầu hàng, dâng Giang Lăng và thành Công An cho Tôn Quyền.
Quan Vũ và Từ Hoảng (tức Từ Công Minh) đều là người quận Hà Đông, từ nhỏ đã quen biết nhau và quan hệ khá tốt. Từ Hoảng không đủ binh lực giao tranh nên phải án binh bất động không dám giao chiến. Không lâu sau Tào Tháo điều thêm 12 doanh nữa đến trợ chiến cho Từ Hoảng. Ông quyết định ra quân để đánh thắng Quan Vũ.
Từ Hoảng vốn quan hệ với Quan Vũ khi Quan Vũ còn phục vụ cho Tào Tháo một thời gian. Vì vậy lúc đối trận, hai người đứng xa trò chuyện. Được một lúc, Từ Hoảng bất thần xuống ngựa đọc lệnh "chém đầu Quan Vũ lĩnh thưởng" của Tào Tháo. Quan Vũ kinh ngạc không kịp chuẩn bị tinh thần chiến đấu, bị quân Tào đánh bại một trận, thua chạy.
Từ Hoảng lại dùng kế dương đông kích tây, phao tin đánh đồn Vi Trủng nhưng kỳ thực đánh đồn Tứ Trủng. Quan Vũ mắc mưu nên bị thua to, đồn Tứ Trủng sắp vỡ, Vũ phải đích thân dẫn năm nghìn quân ra đánh, bị Từ Hoảng đánh lui. Hoảng đuổi theo phá tan quân Thục, binh sĩ bị rơi xuống sông Hán Thủy chết rất nhiều, Phàn Thành được giải vây.
Tào Tháo chưa yên tâm về Phàn Thành, lại định điều thêm Trương Liêu từ Hợp Phì tới phối hợp với Từ Hoảng, nhưng nghe tin Từ Hoảng đã đánh lui được Quan Vũ nên thôi điều binh.
Tuy cánh quân 5.000 người bị thua trên bộ nhưng thủy quân của Quan Vũ vẫn chiếm cứ Miến Thủy, Từ Hoảng không có thuyền nên không thể giao tranh trên sông nước, đành lui quân về. Tương Dương vẫn bị vây hãm. Nhưng lúc này tin Giang Lăng thất thủ truyền tới, Quan Vũ phải lập tức bỏ vòng vây Tương Dương, dẫn binh quay về Giang Lăng.

## Hậu quả
Quan Vũ không những không hạ được Tương Dương và Phàn Thành mà còn bị thua nặng ở mặt trận phía bắc, thiệt hại rất nhiều binh sĩ. Quan Vũ kéo về mới biết My Phương, Phó Sĩ Nhân đã đầu hàng và giao nộp Công An và Giang Lăng cho Đông Ngô.
Quan Vũ không còn đường về khi đã mất căn cứ, với binh lực mỏng yếu không chống đỡ nổi sự truy kích của quân Ngô và cuối cùng bị bắt giết.
Sau trận Tương Dương - Phàn Thành, Lưu Bị bị thiệt hại nặng nề nhất. Ngoài số không nhỏ binh mã Kinh châu, Lưu Bị mất hết những quận Kinh châu còn lại sau hòa ước năm 215 với Tôn Quyền. Tào Tháo vẫn giữ được bờ cõi như cũ, Tôn Quyền đoạt được nốt Vũ Lăng, Nghi Đô và nửa Nam quận từ tay Lưu Bị.
Hậu quả gián tiếp đối với Lưu Bị còn nặng nề hơn nữa do tác động cả từ phía Đông Ngô: những mâu thuẫn mới nảy sinh quanh việc truy cứu trách nhiệm về cái chết của Quan Vũ trong nội bộ phe Thục dẫn tới việc bỏ Thục theo Ngụy của Mạnh Đạt, khiến Lưu Bị sau đó mất thêm 3 quận, gồm Tây Thành, Thượng Dung thuộc Ích châu và Phòng Lăng thuộc Kinh châu (quận mới thành lập) vào tay Tào Ngụy. Bản thân Lưu Bị vì mối thù mất Quan Vũ mà dốc quân đi đánh Tôn Quyền, mà hậu quả là thua tan nát, khiến chính ông lâm bệnh rồi mất không lâu sau đó.

## Phân tích
Chiến dịch đánh Tương - Phàn thất bại nặng nề, tuy phe Tào Ngụy làm thất bại ý định đánh chiếm trọng điểm này của Quan Vũ cuối cùng thắng trận, nhưng đã dừng binh không tiến mà giữ nguyên bờ cõi; thiệt hại của phe Lưu Bị đến từ sự lợi dụng của Đông Ngô, cụ thể là Lã Mông và Lục Tốn, để đánh chiếm Kinh châu. Kinh châu mất khiến chiến lược đánh Thục Hán từ hai đường (Kinh châu và Ích châu) mà Long Trung đối sách của Gia Cát Lượng đã vạch ra từ đầu bị tổn thất lớn.
Từ ý nghĩa tai hại cho phe Thục Hán của việc mất Kinh châu, các sử gia bàn luận nhiều về chiến dịch Tương Dương - Phàn Thành và coi đó là nguyên nhân trực tiếp của việc mất Kinh châu, do đó đặt ra vấn đề vì sao cần phát động chiến dịch này và có nên phát động chiến dịch này hay không.
Sử gia Lã Tư Miễn cho rằng chiến dịch này nhằm phối hợp với chiến dịch đánh chiếm Hán Trung của Lưu Bị. Tuy nhiên, ý kiến phản bác căn cứ theo thời gian cho rằng điều này chưa chính xác: Lưu Bị động binh đánh Hán Trung từ cuối năm 218, chém Hạ Hầu Uyên tháng 1 năm 219 và Tào Tháo bại trận trở về Trường An vào tháng 5; nếu Quan Vũ muốn phối hợp cần ra tay cùng lúc, không thể đợi tới tận tháng 7 năm 219 như trong thực tế. Do đó, việc đánh Tương - Phàn của Quan Vũ, nói một cách tích cực là "thừa thắng tiến công", nói một cách tiêu cực là "tham lam không biết lượng sức".
Với quan điểm đó, sử gia Hà Tư Hoàn cho rằng chiến dịch này là "mạo hiểm về quân sự, không đúng thời cơ", bởi vì: Lưu Bị mới chiếm xong Ích châu (gồm cả Hán Trung cũng nằm trong đó) cần ổn định lòng dân và dưỡng sức, Quan Vũ ra quân muộn, không hề đúng với chiến thuật kẹp từ hai đường mà Gia Cát Lượng đề xướng. Quân của Quan Vũ tuy có tiếng hùng mạnh nhưng thực ra vùng lãnh thổ mà ông quản lý đã bị thu hẹp từ năm 215, nhân lực vật lực có hạn, nếu không có trận lũ thì chưa chắc đã diệt được đạo quân của Vu Cấm và Bàng Đức.
Theo sử gia Hoàng Ân Đồng, Quan Vũ ra quân vì mải mê chiến thắng, đánh giá sai tình hình, cho rằng có thể dễ dàng thắng tiếp Tào Tháo; còn tập đoàn Lưu Bị ở Ích châu không ra lệnh, cũng không ngăn cản, vì tâm lý vừa thắng ở Hán Trung, không lường được thất bại lớn, để mặc cho Quan Vũ hành động.
Vấn đề đặt ra cuối cùng: Lưu Bị không điều quân tiếp ứng cho Quan Vũ, được các sử gia lý giải vì trong Ích châu không ngờ tới điều này. Quan Vũ liên tiếp thắng trận, nhiều địa phương phía bắc đã phản Tào hàng Quan Vũ. Ngay cả khi nhận được thư báo của Tào Tháo về việc Tôn Quyền sẽ đánh úp Kinh châu, Quan Vũ vẫn không có ý định rời bỏ Tương - Phàn, nghĩa là ông vẫn không tin rằng mình sẽ bại trận; phía Lưu Bị ở Ích châu toàn nghe tin chiến thắng. Từ đó tới khi Quan Vũ bị Từ Hoảng đánh bại và chạy về Mạch Thành diễn biến quá mau chóng, Lưu Bị biết tin cũng không thể cứu ứng kịp nữa.
Các sử gia cùng thống nhất: phát động chiến dịch Tương - Phàn trong thời điểm và hoàn cảnh mà Quan Vũ đã làm là sai lầm, thất bại này Quan Vũ trực tiếp chịu trách nhiệm, Lưu Bị chịu trách nhiệm của người lãnh đạo, còn Gia Cát Lượng không phải chịu trách nhiệm.

## Trong Tam Quốc diễn nghĩa

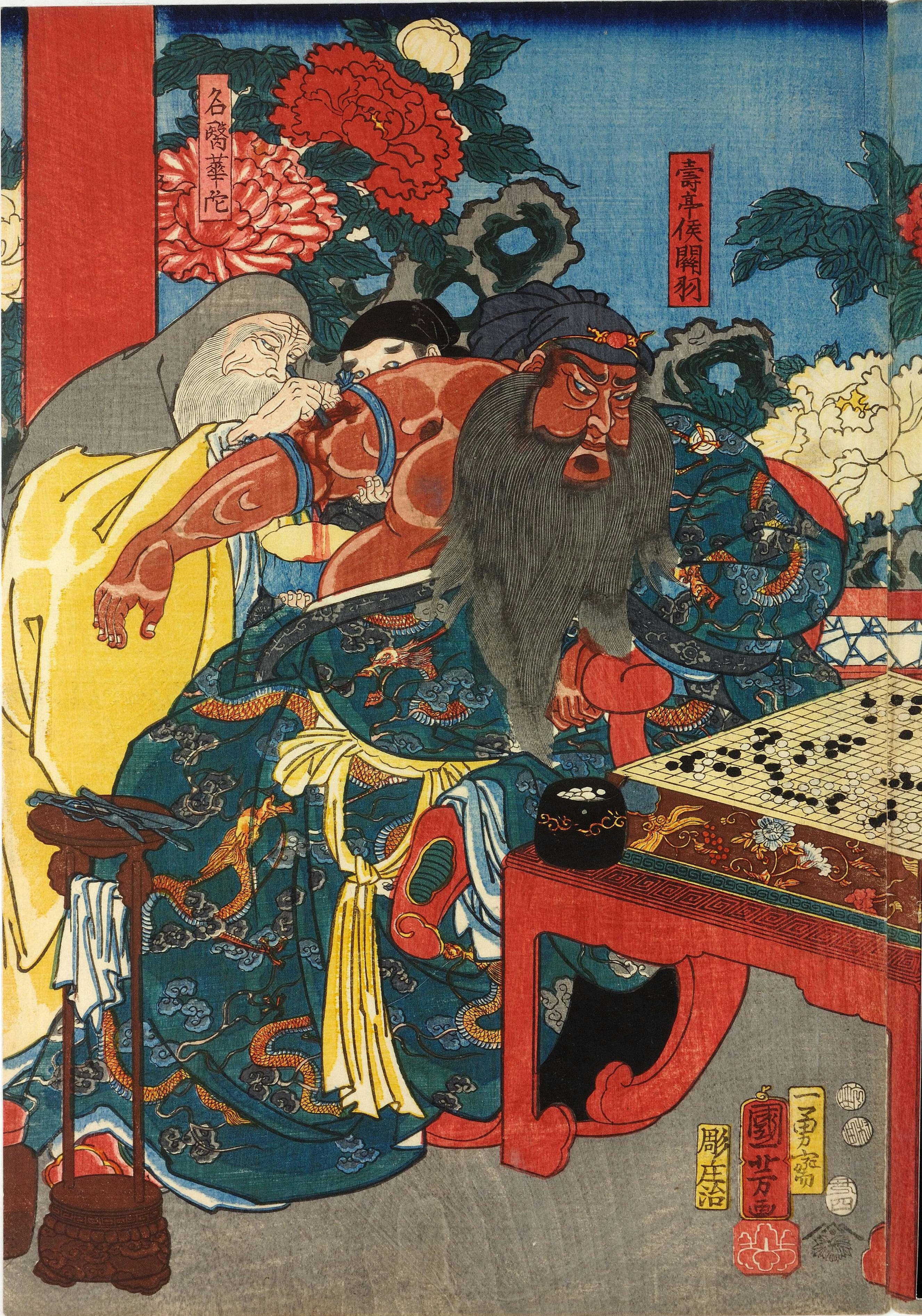
Tranh vẽ Quan Vũ vừa được chữa vết thương ở tay, vừa chơi cờ vây.

Trong tiểu thuyết Tam Quốc diễn nghĩa của La Quán Trung, trận Tương Dương - Phàn Thành được mô tả từ hồi 73 tới hồi 76. Trong truyện, nhân vật Quan Vũ đánh chiếm được Tương Dương và vây hãm Phàn Thành, bị nhân vật Bàng Đức bắn tên độc trúng tay, phải nhờ danh y Hoa Đà chữa thuốc.
Nhân vật Quan Vũ còn được hư cấu là đã dùng kế gây ra trận lụt tiêu diệt viện binh của Vu Cấm. Phía Ngụy, nhân vật Vu Cấm không muốn Bàng Đức lập công nên nhiều lần ngăn cản, đến khi bị bắt đã run sợ lạy lục để được tha mạng. Còn nhân vật Bàng Đức bày tỏ lòng trung thành với phía Ngụy, không phải với Tào Nhân và các tướng sĩ ở Phàn Thành mà với Tào Tháo trước khi lên đường. Ông tự mình mang cỗ quan tài ra trận, thề tử chiến giết được Quan Vũ để bỏ xác vào đó, nếu không sẽ dùng quan tài đó để bỏ xác mình.